# Either/Orchestra
Das Either/Orchestra ist eine US-amerikanische Jazz-Formation. Die Big Band entstand 1985 unter der Leitung des Tenor- und Sopransaxophonisten Russ Gershon und arbeitet seitdem vorwiegend in der Umgebung von Massachusetts.

## Geschichte
Gershon gründete das Either/Orchestra unter dem Eindruck seiner Lieblings-Big-Bands (des Sun Ra Arkestra und des Orchesters von Gil Evans) zunächst als Proben-Orchester, um seine musikalischen Ideen zu verwirklichen. Mit dem Schlagzeuger Jerome Deupree, dem Pianisten Kenny Freundlich, den Saxophonisten Steve Norton und Robb Rawlings, den Trompetern Dan Drexler und Tom Halter, den Posaunisten Josh Roseman und Russell Jewell begann das Either/Orchestra (kurz E/O) in seiner ersten Besetzung in Cambridge mit Proben; am 17. Dezember 1985 hatte die Band ihren ersten Auftritt in der Cambridge Public Library. Anfang 1986 spielte das E/O in Clubs rund um Cambridge; 1987 traten sie erstmals in New York im Jazzclub Sweet Basil auf und vertraten dort das Gil Evans Orchestra. Ende 1988 begann eine erste größere Tournee im Mittleren Westen. Mit in der Band waren inzwischen auch der Bassist Mike Rivard, der Gitarrist John Dirac, der Pianist John Medeski, der Posaunist Curtis Hasselbring, die Saxophonisten Douglas Yates und Charlie Kohlhase sowie der Trompeter John Carlson.
1987 gründete Gershon das eigene Plattenlabel Accurate Records, auf dem seitdem die Musik der Band erscheint, beginnend mit dem ersten E/O-Album, Dial „E“ for Either/Orchestra mit Interpretationen von Sonny Rollins’ „Doxy“ und Monks „Brilliant Corners“; 1988 folgte das Album Radium mit Standards wie „Willow Weep for Me“, „Ode to Billie Joe“, „Nutty“ oder Roscoe Mitchells Komposition „Odwallah“. Im Folgejahr entstand im legendären Studio von Rudy Van Gelder in Englewood Cliffs, New Jersey das Album The Half-life of Desire mit dem Pianisten (und Keyboarder) John Medeski und dem Gastvokalisten Mark Sandman. Besonders Medeskis Eintritt erweiterte das musikalische Spektrum der Band mit Coverversionen des King-Crimson-Titels „Red“ oder von Miles Davis’ „Circle in the Round“.
In den 1990er Jahren ging das Either/Orchestra weiterhin auf ausgedehnte Tourneen und nahm eine Reihe von Alben auf, wie The Calculus of Pleasure (1990), die eine Grammy-Nominierung in der Kategorie „Bestes Arrangement einer Instrumentalkomposition“ einbrachte, nämlich für den Titel „Bennie Moten's Weird Nightmare“ mit Soli des Bassklarinettisten Douglas Yates und des neu hinzugekommenen Bassisten Bob Nieske. Weitere Höhepunkte dieses Albums waren für die Kritiker Richard Cook und Brian Morton die Arrangements des Horace-Silver-Titels „Ecaroh“, von Julius Hemphills „The Hard Blues“ und „Whisper Not“ von Benny Golson.
Im Mai 1993 nahm das E/O The Brunt auf, mit einer neuen Version von Mal Waldrons „Hard Talk“ und einer humoristischen Interpretation des Dylan-Klassikers „Lay Lady Lay“; hier kam es zu einigen Umbesetzungen. Hinzu stießen der Bassist John Turner, der Schlagzeuger Matt Wilson und der Saxophonist Andrew D’Angelo. Ende 1993 bis 1994 ruhten die Aktivitäten des E/O, weil Gershon als Assistenz-Dozent Jazzgeschichte an der Harvard University unterrichtete.
1995 tourte das E/O erstmals durch Europa mit Auftritten auf dem North Sea Jazz Festival in Holland und dem Jazzfestival in Pori (Finnland). Am 17. Dezember spielte das E/0 zur Feier des zehnjährigen Bestehens der Band mit vielen ehemaligen Mitgliedern im Somerville Theater bei Boston. Aus familiären Gründen ließ Gershon im Jahr 1996 die Aktivitäten des E/O ruhen und produzierte in dieser Zeit die Rückschau Across the Omniverse, ein Doppelalbum mit unveröffentlichtem Material von den ersten fünf E/O-Alben der ersten Dekade, mit Original-Kompositionen und Ellington/Hodges-Nummern.
Auch 1997 setzte die Band ihre Aktivitäten weitgehend aus; stattdessen arbeitete Gershon mit der Rhythm Section der 1980er Jahre (Deupree, Rivard und Dirac) in seiner Fusionband Blasto. Schließlich kam es zu einer Neugründung des E/0 mit Konzerten in Portugal, an der Brooklyn Academy of Music und in Cambridge. Hinzu kamen nun junge Musiker aus der Bostoner Jazzszene wie der Trompeter Colin Fisher, Pianist Dan Kaufman (später Gregory Burk), Altsaxophonist Miguel Zenón (gefolgt von Jaleel Shaw und dann von Jeremy Udden), Posaunist Joel Yennior, die Bassisten Atemu Aton und Rick McLaughlin sowie der Schlagzeuger Harvey Wirht. Seitdem trat das E/O in Italien, Portugal und Russland auf, und veröffentlichte 1999 das Album More Beautiful than Death als insgesamt siebtes, 2001 schied als langjähriges Mitglied nach 14 Jahren Charlie Kohlhase aus, der sich fortan auf seine eigenen Projekte konzentrierte.
1997 arbeitete das Either/Orchestra mit dem äthiopischen Musiker Mulatu Astatke zusammen und spielte äthiopische Songs im Jazz-Arrangement; hierbei entstand das Album Ethiopiques 20: Either/Orchestra Live in Addis Abeba.
2004 spielte das E/0 als erste US-amerikanische Musiker auf dem Äthiopischen Musikfestival. Weitere Konzerte fanden dann am Nationaltheater von Uganda in Kampala statt. Nach der Rückkehr von der Äthiopien-Tour fanden weitere Umbesetzungen statt. Die Äthiopien-Tour führte schließlich zur Fortsetzung der Arbeit mit Astatke und weiteren äthiopischen Musikern wie Hana Shenkute, Minale Dagnew, Setegn Atanaw dem Sänger Mahmoud Ahmed, mit dem das E/O 2007 eine DVD veröffentlichte; Mahmoud Ahmed und der Sänger Alemayehu Eshete tourten danach 2008 mit dem E/O durch die Vereinigten Staaten.

## Diskografie

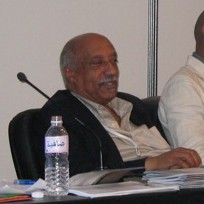
Mulatu Astatke, 2007

- Dial „E“ for Either/Orchestra (Accurate Records, 1986)
- Radium (Accurate Records 1987/88)
- The Half-life of Desire (Accurate Records 1989) mit Mark Sandman
- The Calculus of Pleasure (Accurate Records 1990)
- The Brunt (Accurate Records 1993)
- Across the Omniverse (Accurate Records 1986/96)
- More Beautiful than Death (Accurate Records 1999)
- Ethiopiques 20: Either/Orchestra Live in Addis (Accurate Records 2001; auch als Live in Addis bei Buda Musique 2005)
- Afro-Cubism (Accurate Records 2002)
- Neo-Modernism (Accurate Records 2004)
- Ethiogroove: Mahmoud Ahmed & Either/Orchestra (EthioSonic DVD 2007)
- Mood Music for Time Travellers (Accurate Records 2010)